# A Complete Unknown
A Complete Unknown (Un completo desconocido) es una película de drama musical biográfico estadounidense de 2024 dirigida por James Mangold, quien coescribió el guion con Jay Cocks. Basada en el libro de 2015 Dylan Goes Electric! de Elijah Wald, la película retrata a Bob Dylan desde sus primeros éxitos en la música folk hasta la trascendental controversia sobre su uso de instrumentos eléctricos en el Newport Folk Festival de 1965. Timothée Chalamet (quien también produce) interpreta a Dylan, con Edward Norton, Elle Fanning, Monica Barbaro, Boyd Holbrook, Dan Fogler, Norbert Leo Butz y Scoot McNairy en papeles secundarios. El título de la película deriva del estribillo del sencillo de Dylan de 1965 "Like a Rolling Stone".
A Complete Unknown se estrenó en el Dolby Theatre de Los Ángeles el 10 de diciembre de 2024 y fue estrenada en Estados Unidos por Searchlight Pictures el 25 de diciembre de 2024. La película recibió reseñas generalmente positivas de los críticos, con aclamación universal para la actuación de Chalamet. 
Fue nombrada una de las diez mejores películas de 2024 por el American Film Institute y el National Board of Review, este último también le otorgó a Fanning el premio a Mejor Actriz de Reparto.
Recibió tres nominaciones en los 82.º Premios Globo de Oro: Mejor película dramática, Mejor actor para Chalamet y Mejor actor de reparto para Norton. También recibió 6 nominaciones en los premios BAFTA: Mejor película, Mejor actor para Chalamet, Mejor actor de reparto para Edward Norton, Mejor guion adaptado para James Mangold y Jay Cocks, Mejor casting y Mejor diseño de vestuario. Sin embargo, no ganó ningún premio BAFTA.
No pasó desapercibida para la Academia de Artes y Ciencias Cinematográficas y fue nominada a ocho premios Oscar: Mejor película, Mejor dirección, Mejor actor, Mejor actor de reparto, Mejor actriz de reparto, Mejor guion adaptado, Mejor sonido y Mejor vestuario.

## Elenco
- Timothée Chalamet como Bob Dylan
- Mónica Barbaro como Joan Báez
- Elle Fanning como Sylvie Russo
- Edward Norton como Pete Seeger
- Boyd Holbrook como Johnny Cash
- P.J. Byrne como Harold Leventhal
- Scoot McNairy como Woody Guthrie
- Dan Fogler como Albert Grossman
- Will Harrison como Bob Neuwirth
- Norbert Leo Butz como Alan Lomax
- Eriko Hatsune como Toshi Seeger [6]
- Charlie Tahan como Al Kooper [6]
- Ryan Harris Brown como Mark Spoelstra [6]
- Eli Brown
- Nick Pupo
- Big Bill Morganfield
- Laura Kariuki como Mavis Staples
- Stephen Carlsen como Paul Stookey
- Eric Berryman
- David Alan Basche
- Joe Tippett
- James Austin Johnson
- Kayli Carter
- Sarah King como Barbara Dane [7]
- Alaina Surgener como Gena Russo [8]

## Producción

### Preproducción
En enero de 2020 se anunció que James Mangold escribiría y dirigiría una película biográfica sobre Bob Dylan, específicamente centrada en la controversia en torno a su cambio a las guitarras eléctricas, con Timothée Chalamet como Dylan. En ese momento, la película se conocía como Going Electric.  En octubre, el director de fotografía Phedon Papamichael declaró que la actual pandemia de COVID-19 había puesto el proyecto en duda.  Independientemente, Chalamet pasó tiempo investigando a Dylan durante la pandemia, visitando antiguas casas de Dylan en la ciudad de Nueva York y consultando al director Joel Coen durante este tiempo. Mangold también se había reunido con Dylan y afirmó que anotó el guion y al mismo tiempo le proporcionó notas a Chalamet.  En una entrevista de octubre de 2023, Chalamet declaró que estaba trabajando con el mismo equipo de entrenadores vocales y de movimiento que trabajaron con Austin Butler para su actuación en Elvis (2022).
En noviembre de 2022, Chalamet declaró que todavía estaba apegado a la película y se estaba preparando activamente para ella, ya que el proyecto había vuelto a ganar impulso después de estancarse.  En febrero de 2023, la película se tituló oficialmente A Complete Unknown y se afirmó que Mangold comenzaría a trabajar en el proyecto luego de sus obligaciones con Indiana Jones and the Dial of Destiny. Monica Barbaro iniciaría las negociaciones finales para interpretar a Joan Báez en abril.  En mayo, Elle Fanning fue elegida para interpretar a Sylvie Russo, un personaje basado en Suze Rotolo,  y Mangold anunció que Benedict Cumberbatch interpretaría a Pete Seeger en la película. Barbaro también sería confirmada para su papel, comenzando clases de canto y guitarra para prepararse. Mangold afirmaría en julio que la película no se centraba necesariamente en ser una película biográfica de Dylan, sino un drama coral en la línea de Robert Altman. Boyd Holbrook y Nick Offerman también se unirían al elenco en ese tiempo.  En octubre, se destacó a P.J. Byrne entre el elenco.  En enero de 2024, se reveló que Edward Norton interpretaría el papel de Seeger, reemplazando a Cumberbatch, quien se fue debido a problemas de programación.  En marzo se anunció un reparto adicional que incluye a Scoot McNairy, Dan Fogler y Charlie Tahan. 

### Rodaje
En abril de 2023, Mangold declaró que la fotografía principal probablemente comenzaría en agosto de 2023 en la ciudad de Nueva York y Montreal,  pero la filmación se pospuso en julio debido a la huelga SAG-AFTRA de 2023.  A principios de 2024, estaba previsto que el rodaje comenzara a finales de marzo de 2024 y se esperaba que se produjera en todo Nueva Jersey.  El rodaje finalmente comenzó el 16 de marzo.  La producción finalizó a principios de julio de 2024.

## Estreno
En julio de 2024, se lanzó un avance. El tráiler oficial fue lanzado en octubre. La película se estrenó en el Dolby Theatre de Hollywood el 10 de diciembre de 2024. Se estrenó en Estados Unidos el 25 de diciembre de 2024 y en el Reino Unido el 17 de enero de 2025.

## Recepción
A Complete Unknown recibió reseñas generalmente positivas de parte de la crítica y de la audiencia. En el sitio web agregador de reseñas Rotten Tomatoes, la película posee una aprobación de 81%, basada en 303 reseñas, con una calificación de 7.5/10 y un consenso crítico que dice "Cargada por la actuación eléctrica de Timothée Chalamet, esta balada de Bob Dylan puede no meterse bajo la enigmática piel del artista, pero te hará sentir como si hubieras pasado tiempo en su compañía". De parte de la audiencia tiene una aprobación de 94%, basada en más de 5000 votos, con una calificación de 4.6/5.
El sitio web Metacritic le dio a la película una puntuación de 70 de 100, basada en 59 reseñas, indicando "reseñas generalmente favorables". Las audiencias encuestadas por CinemaScore le otorgaron a la película una "A" en una escala de A+ a F, mientras que en el sitio IMDb los usuarios le asignaron una calificación de 7.6/10, sobre la base de más de 34 000 votos. En la página web FilmAffinity la cinta tiene una calificación de 6.8/10, basada en 440 votos.